# Davidijordania jordaniana
Davidijordania jordaniana är en fiskart som beskrevs av Schmidt, 1936. Davidijordania jordaniana ingår i släktet Davidijordania och familjen tånglakefiskar. Inga underarter finns listade i Catalogue of Life.